# Bobolestes zenge
Bobolestes zenge és una espècie d'euteris extints, l'única del gènere Bobolestes. Se n'han trobat restes fòssils a l'Àsia central.